# Gösta Brännström

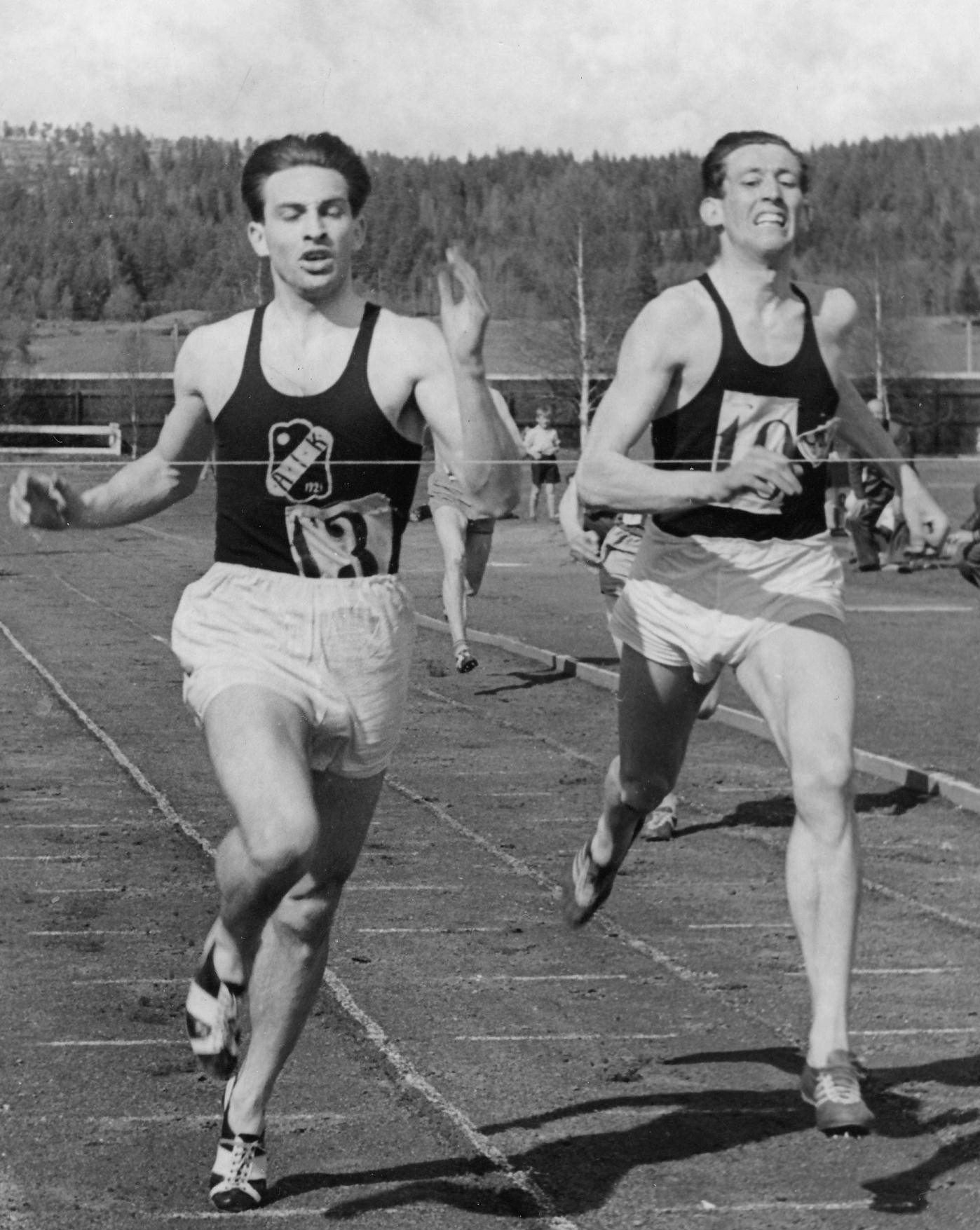
Gösta Brännström (links) und Tage Ekfeldt

Gösta Brännström (Gösta Martin Brännström; * 6. Oktober 1926 in Jörn, Skellefteå; † 7. März 1997 in Skellefteå) war ein schwedischer Sprinter, der sich auf den 400-Meter-Lauf spezialisiert hatte.
Bei den Europameisterschaften 1950 in Brüssel gewann er Bronze in der 4-mal-400-Meter-Staffel und erreichte über 400 Meter das Halbfinale.
1952 schied er bei den Olympischen Spielen in Helsinki über 400 Meter und in der 4-mal-400-Meter-Staffel im Vorlauf aus.
Bei den Europameisterschaften 1954 in Bern wurde er Vierter in der 4-mal-400-Meter-Staffel und scheiterte über 400 Meter in der ersten Runde.
1951, 1953 und 1956 wurde er Schwedischer Meister. Seine persönliche Bestzeit von 47,4 s stellte er am 12. September 1953 in Budapest auf.